# Theodorus van der Croon

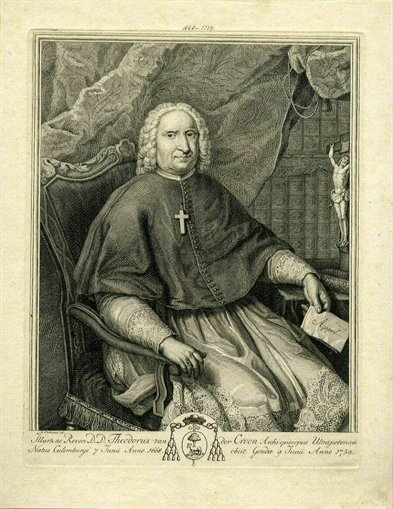
Erzbischof Theodorus van der Croon. Kupferstich von H. Pothoven mit biographischen Angaben, um 1733. In: Het Utrechts Archief.

Theodorus van der Croon (* 7. Juni 1668; † 9. Juni 1739) war der dritte altkatholische Erzbischof von Utrecht.
Er wurde am 22. Juli 1733 vom Domkapitel zum Erzbischof gewählt, nachdem er zuvor das Pfarramt in Gouda innegehabt hatte. Die Bischofsweihe empfing er am 28. Oktober 1734, wie seine beiden Vorgänger durch Bischof Dominique Varlet.
Das bemerkenswerteste Ereignis während seiner Amtszeit war die heftige Auseinandersetzung mit Kardinal d’Alsace, dem damaligen Erzbischof von Mecheln. Diese nahm solche Formen an, dass Papst Clemens XII. d’Alsace in einem Breve zügeln musste.

## Werke
- Harderlyke brief van den ... aertsbisschop aen alle aertspriesters, pastoors, priesters, en katholyken van 't aertsbisdom van Utregt, en andere onderhoorigen. 1735.